# Steinbach (Petersaurach)
Steinbach is een plaats in de Duitse gemeente Petersaurach, deelstaat Beieren.